# 2015-ös Tour de Hongrie
A 2015-ös Tour de Hongrie a sorozat történetének 36. versenye volt, melyet 2008 után augusztus 4. és 9. között bonyolítottak le újra. A versenyen tizenkét ország, 16 csapatában 96 kerékpáros indult. A verseny az UCI-tól 2.2-es besorolást kapott, így az Europe Tour-sorozat része lett. A viadalon olimpiai kvalifikációs pontok voltak gyűjthetőek

## Szakaszok
| Szakasz | Végpontok      | Végpontok       | Hossz  |                 | Jelleg            | Időpont                 | Szakaszgyőztes       |
| Szakasz | Rajt           | Cél             | Hossz  |                 | Jelleg            | Időpont                 | Szakaszgyőztes       |
| ------- | -------------- | --------------- | ------ | --------------- | ----------------- | ----------------------- | -------------------- |
| Prológ  | Szombathely    | Szombathely     | 1,2 km | egyéni időfutam | egyéni időfutam   | augusztus 4., kedd      | Manuel Porzner (GER) |
| 1.      | Szombathely    | Keszthely       | 112 km | sík szakasz     | sík szakasz       | augusztus 5., szerda    | Maroš Kováč (SVK)    |
| 2.      | Balatonföldvár | Kecskemét       | 180 km | sík szakasz     | sík szakasz       | augusztus 6., csütörtök | Marek Canecky (SVK)  |
| 3.      | Abony          | Karcag          | 136 km | sík szakasz     | sík szakasz       | augusztus 7., péntek    | Manuel Porzner (GER) |
| 4.      | Karcag         | Kékestető       | 145 km | közepes szakasz | sík/hegyi szakasz | augusztus 8., szombat   | Andi Bajc (SLO)      |
| 5.      | Gyöngyös       | Budai Várnegyed | 106 km | sík szakasz     | sík szakasz       | augusztus 9., vasárnap  | Jan Tratnik (SLO)    |

### Útvonal
prológ: Szombathely, Iseum – Szombathely, Főtér

1. szakasz: Szombathely – Ikervár – Rum – Kám – Csipkerek – Csehi – Bérbaltavár  – Zalabér – Kehidakustány – Hévíz – Keszthely

2. szakasz: Balatonföldvár – Siófok – Tamási – Simontornya – Dunaföldvár – Solt – Izsák – Ágasegyháza – Kecskemét

3. szakasz: Abony – Újszász – Jászkisér – Tarnaszentmiklós – Kisköre – Abádszalók – Kunhegyes – Kunmadaras – Karcag

4. szakasz: Karcag – Kunmadaras – Poroszló – Dormánd – Maklár – Eger – Verpelét – Domoszló – Abasár – Mátrafüred – Mátraháza – Kékestető

5. szakasz: Gyöngyös – Hatvan – Gödöllő – Fót – Dunakeszi – Budai Várnegyed (3 kör) – Várkert Bazár

## Összetett verseny
|    | Versenyző                  | Csapat            | Idő      |
| -- | -------------------------- | ----------------- | -------- |
| 1  | Tom Thill (LUX)            | Differdange-Losch | 15:31:02 |
| 2  | Andi Bajc (SLO)            | BMC-Amplatz       | + 0:44   |
| 3  | James Early (NZL)          | Team Stölting     | + 1:51   |
| 4  | Patrik Tybor (SVK)         | Dukla Trencin     | + 2:02   |
| 5  | Folkert Oostra (NED)       | West-Frisia       | + 2:11   |
| 6  | Moritz Backofen (GER)      | Team Stölting     | + 3:19   |
| 7  | Stefan Stefanović (SRB)    | Szerbia           | + 3:27   |
| 8  | Lovassy Krisztián (HUN)    | Differdange-Losch | + 3:35   |
| 9  | Johan Coenen (BEL)         | Differdange-Losch | + 3:37   |
| 10 | Janis Dakteris (LAT)       | Differdange-Losch | + 3:54   |
| 11 | Kusztor Péter (HUN)        | BMC-Amplatz       | + 3:56   |
| 12 | Marc Villanova Marsa (ESP) | Start-Massi       | + 3:58   |
| 13 | Vígh Zoltán (HUN)          | Veloki Team       | + 4:11   |
| 14 | Adne van Engelen (NED)     | West Frisia       | + 4:13   |
| 15 | Marek Canecky (SVK)        | MC-Amplatz        | + 4:26   |
| 16 | Sjors Dekker (SVK)         | West-Frisia       | + 4:45   |
| 17 | Axel Costa Soria (ESP)     | Start-Massi       | + 4:53   |
| 18 | Ábrók Norbert (HUN)        | DKSI              | + 4:55   |
| 19 | Rózsa Balázs (HUN)         | Utensilnord       | + 5:34   |
| 20 | Filutás Viktor (HUN)       | Utensilnord       | + 5:51   |

## Csapatverseny
|    | Csapat            | Idő      |
| -- | ----------------- | -------- |
| 1  | Amplatz-BMC       | 36:44:46 |
| 2  | Differdange-Losch | 36:44:47 |
| 3  | West-Frisia       | 36:49:48 |
| 4  | Utensilnord       | 36:53:43 |
| 5  | Start-Massi       | 36:54:05 |
| 6  | Team Stölting     | 37:04:49 |
| 7  | Szerbia           | 37:05:33 |
| 8  | Fixit.no          | 37:07:52 |
| 9  | Cube-Csömör       | 37:08:57 |
| 10 | Veloki Team       | 37:09:06 |
| 11 | DKSI              | 37:11:26 |
| 12 | Dukla Trencin     | 37:16:03 |
| 13 | Mugenrace         | 37:18:22 |
| 14 | Forman Cinelli    | 37:37:39 |
| 15 | Equipe CMI        | 37:39:02 |